# U.S. Route 395
La U.S. Route 395 (US 395) è un'autostrada che attraversa gli Stati Uniti occidentali. Il capolinea meridionale del percorso si trova nel deserto del Mojave all'Interstate 15 vicino a Hesperia. Il capolinea settentrionale si trova al confine tra Canada e Stati Uniti vicino a Laurier, dove la strada diventa Highway 395 entrando nella Columbia Britannica, in Canada. Prima del 1964, la rotta si estendeva a sud fino a San Diego. La I-15, la I-215 e la California State Route 163 sostituirono il tratto della 395 che correva da San Diego a Hesperia attraverso Riverside e San Bernardino. La vecchia Highway 395 può essere vista lungo o vicino alla I-15 in molte località prima che si dirama a Hesperia per dirigersi a nord.
Il percorso attraversa gli stati di California, Nevada, Oregon e Washington. La US 395 corre lungo la Sierra Orientale nella valle di Owens e attraversa l'altopiano di Modoc lungo il suo percorso.
Il percorso è iniziato come ramo della U.S. Route 195 e iniziava a nord da Spokane. Di conseguenza, il percorso non interseca mai la "strada madre", la U.S. Route 95; mantiene una connessione attraverso la US 195. La US 395 si sviluppò in un parallelo del suo percorso principale quando si estese a sud nei primi anni 1930. La US 395 rimane ad ovest della rotta principale, che attraversa Arizona, California, Nevada, Oregon e Idaho.